# Loro Boriçi
Loro Boriçi (aussi connu sous le nom de Lorenzo Borici) (né le 4 août 1922 à Shkodër en Albanie et mort le 25 mai 1984 à Tirana) est un joueur et entraîneur de football albanais.

## Biographie
Légende du football dans son pays (à l'instar de Riza Lushta ou de Panajot Pano), dans les années 1940 et 1950, il évolue surtout durant sa carrière dans l'un des trois grands clubs de la capitale albanaise, le Partizan Tirana (avec qui il remporte le titre de champion du pays en 1949 et 1954), ainsi qu'au Vllaznia (club de sa ville d'origine champion d'Albanie en 1945). 
Il est le capitaine de l'équipe d'Albanie qui remporte le championnat des Balkans en 1946. Il joue également durant une partie de sa carrière en Italie en Serie A dans le club de la capitale romaine de la SS Lazio. 
Aujourd'hui, un des stades de sa ville natale de Shkodër (celui de son ancien club du Vllaznia) porte son nom en son honneur, le stade Loro-Boriçi.
Il entraîne également le Partizan Tirana ainsi que la sélection nationale albanaise.